# 弦楽五重奏曲第1番 (ブラームス)
弦楽五重奏曲第1番ヘ長調作品88（げんがくごじゅうそうきょくだい1ばんへちょうちょうさくひん88、Streichquintett fur 2 Violinen, 2 Bratchen und Violoncell Nr.1 F-Dur op.88）は、ヨハネス・ブラームスが1882年6月ごろに作曲した弦楽五重奏曲である。
ブラームスは、1862年にヴァイオリン2、ヴィオラ、チェロ2の編成からなるヘ短調の弦楽五重奏曲を作曲していたが、試演で批判されたことなどから二台のピアノ用の編曲を経てピアノ五重奏曲に改作し、元の楽譜を破棄した。このため、本作が、初めて世に問うた弦楽五重奏曲となった。

## 作曲
完成は1882年春6月頃、オーストリアの保養地バート・イシュルに於て。ピアノ三重奏曲第2番の作業を一時中断しての作曲だった。私的演奏を経て、同年の12月29日にフーゴー・ヘールマンたちによって公開初演された。
ブラームスは同年7月13日付出版者ジムロック宛て書簡で、「私は、今までに貴下がこのように美しい曲を私から受け取ったことがないと思います。また、貴下もここ十年来こんな曲を出版しなかったでしょう。」と述べている。また、のちにクララ・シューマンに送った手紙では「私の最高の作品のひとつ」と述べている。
1883年までに総譜・パート譜・作曲者自身の連弾用編曲が出版された。ブラームス自身「親しみ易く気持ちの良いところ」と友人に語る此の保養地への想いが曲想に生きている。

## 楽器編成
ヴァイオリン2、ヴィオラ2、チェロ
モーツァルトやメンデルスゾーンの例と同様、弦楽四重奏にヴィオラを1本加えた編成で書かれている。

## 構成
全3楽章、演奏時間 約25分。
第1楽章
Allegro non troppo ma con brio、ヘ長調。全224小節。ソナタ形式。序奏はなく、ドローンバスを思わせる五度の響きに乗った落ち着いた第一主題で始まる。浮き立つような三連符による第二主題はイ長調で、はじめはヴィオラが、次いでピッツィカートの伴奏に乗ったヴァイオリンが奏する。こうした三度関係の調性の使用はシューベルトの作品と共通している。シャープ系の調に進む展開部がダイナミックなクライマックスに達すると再現部となる。再現部の第二主題はニ長調で始まって途中からへ長調に戻る。
第一主題
第二主題
第2楽章
Grave ed appassionato - Allegretto vivace - TempoⅠ - Presto - TempoⅠ、嬰ハ短調。全208小節。A-B-A-C-Aの小ロンド形式。この楽章にブラームスは、1854年に作曲したピアノ曲「サラバンド」イ短調 WoO 5と「ガヴォット」イ長調 WoO 3の素材を転用している。
ヴァイオリンソナタ第2番の中間楽章と同じく緩徐楽章とスケルツォを組み合わせた構成で、西原稔が「重々しい内なる情熱を秘めた」と形容する嬰ハ短調の（ただし開始は嬰ハ長調で、主和音は第5小節で初めて現れる）グラーヴェの主題の間に、シチリアーナ風のリズムによる牧歌的なアレグレット・ヴィヴァーチェとさらにテンポを速めたその変奏が挟まれる。楽章は開始とは違い、イ長調で終止する。
第3楽章
Allegro energico - Presto、ヘ長調。全185小節。フーガを組み入れたソナタ形式。断定的な二つの和音で始まり、ベートーヴェンの弦楽四重奏曲第9番（『ラズモフスキー第3番』）終楽章を思わせる快活なフーガの形で進み、賑やかなトゥッティがそれに続く。幅の広い第二主題はここでもイ長調で現れる。プレストにテンポを上げるコーダはリズムの工夫がみられ、ピアニッシモからフォルティッシモまで音量を上げていき締めくくられる。

## 参考資料
- 溝部国光「解説」: ポケット総譜（日本楽譜出版社 No.171、2004）
- 吉成順「ブラームスの弦楽五重奏曲と弦楽六重奏曲」（CD解説）: アマデウス弦楽四重奏団、セシル・アロノヴィッツ (Deutsche Grammophon POCG3469/70、1968年4月録音、1995年発売)
- 三宅幸夫『ブラームス』（新潮文庫「カラー版 作曲者の生涯」、1986）